# Abraxas nigroapicata
Abraxas nigroapicata är en fjärilsart som beskrevs av Rayner 1923. Abraxas nigroapicata ingår i släktet Abraxas och familjen mätare. Inga underarter finns listade i Catalogue of Life.